# Control-V
Control-V 또는 Ctrl V는 붙여넣기이다.
보통 Ctrl C와 같이쓴다. 합쳐 말해 흔히 '복붙'(복사 붙여넣기)이라 부른다.

## 유사 기능
- Ctrl ACV: Ctrl + A, Ctrl + C, Ctrl + V. 전체선택, 복사, 붙여넣기.
- Ctrl XV: 잘라내기(Ctrl X)+붙여넣기(Ctrl V). 복붙과 달리 원본 자체를 이동시킨다.
- Ctrl AXV: 전체선택(Ctrl A)+잘라내기(Ctrl X)+붙여넣기. 전복붙과 다를게 없지만, 원본이 사라진다는 차이가 있다.

## 같이 보기
- 복사
- 우클릭 방지
- Ctrl 키
- 키보드 키